# Copa Conecta 2021-22
La Copa Conecta 2021-22 fue la primera edición de la Copa Conecta, un torneo oficial celebrado entre los equipos de la Liga Premier de México y la Liga TDP.

## Sistema de competición

### Clasificación
Participarán 32 equipos en la Copa Conecta: doce clubes procedentes de las dos series de la Liga Premier y 20 escuadras que toman parte de la Liga TDP. En el caso de la Liga Premier participarán los equipos colocados entre el quinto y el octavo lugar del Torneo Apertura 2021 en los tres grupos que integran la competencia, mientras que en el caso de la Liga TDP tomarán parte los equipos que finalicen como líderes de su grupo al término de la jornada disputada entre los días 3 y 5 de diciembre de 2021, además de los tres mejores clubes de la tabla general de la temporada.

### Desarrollo
El torneo constará de las fases de:
- Dieciseisavos de final
- Octavos de final
- Cuartos de final
- Semifinales
- Final

En todas las rondas las series eliminatorias se jugarán a un solo partido en la sede del equipo de la Liga TDP, en caso de que los clubes coincidan en la misma categoría, el partido será disputado en el estadio del equipo mejor clasificado y tomando como criterio para los emparejamientos la ubicación geográfica de cada uno de los participantes. En caso de empate en el tiempo regular se disputará una serie de tiros penales para definir al ganador de la eliminatoria. Los equipos filiales de escuadras de la Liga MX y Liga de Expansión MX podrán participar en el torneo pero únicamente con los jugadores registrados como parte de esta escuadra.

## Equipos clasificados
| Liga Premier (12 equipos) | Liga TDP (20 equipos) |
| --- | --- |
| Serie A - Colima F.C. - Gavilanes - Inter Querétaro - Montañeses - Sporting Canamy - Tecos - Tritones Vallarta - Zap Serie B - Ciervos F.C. - Guerreros de Xico - Huracanes Izcalli - Lobos Huerta | - Aguacateros de Peribán - Alebrijes "C" - Aragón F.C. - Bombarderos de Tecámac - Catedráticos Elite F.C. "B" - Cimarrones "C" - Deportiva Venados - Diablos Tesistán - Estudiantes de Querétaro - Estudiantes del Oro - Gorilas de Juanacatlán - Guerreros DD - F.C. Juárez "B" - London F.C. - C.D. Muxes - Poza Rica - Saltillo Soccer - Titanes de Querétaro - UAZ "B" - Unión F.C. |

## Cuadro Eliminatorio
Tras cada eliminatoria los equipos serán acomodados de acuerdo al criterio de proximidad geográfica para definir las siguientes fases de la competencia.
|  | Dieciseisavos de final        | Dieciseisavos de final        | Dieciseisavos de final      |                             |                          | Octavos de final         | Octavos de final | Octavos de final |  |                             | Cuartos de final            | Cuartos de final | Cuartos de final |  |                        | Semifinales            | Semifinales | Semifinales |  |            | Final      | Final | Final |  |
|  |                               |                               |                             |                             |                          |                          |                  |                  |  |                             |                             |                  |                  |  |                        |                        |             |             |  |            |            |       |       |  |
|  |                               |                               |                             |                             |                          |                          |                  |                  |  |                             |                             |                  |                  |  |                        |                        |             |             |  |            |            |       |       |  |
|  | C.D. Muxes                    | C.D. Muxes                    | 4                           |                             |                          |                          |                  |                  |  |                             |                             |                  |                  |  |                        |                        |             |             |  |            |            |       |       |  |
|  | C.D. Muxes                    | C.D. Muxes                    | 4                           |                             |                          |                          |                  |                  |  |                             |                             |                  |                  |  |                        |                        |             |             |  |            |            |       |       |  |
|  | Guerreros de Xico             | Guerreros de Xico             | 0                           |                             |                          |                          |                  |                  |  |                             |                             |                  |                  |  |                        |                        |             |             |  |            |            |       |       |  |
|  | Guerreros de Xico             | Guerreros de Xico             | 0                           |                             | C.D. Muxes               | C.D. Muxes               | 2                |                  |  |                             |                             |                  |                  |  |                        |                        |             |             |  |            |            |       |       |  |
|  |                               |                               |                             |                             | C.D. Muxes               | C.D. Muxes               | 2                |                  |  |                             |                             |                  |                  |  |                        |                        |             |             |  |            |            |       |       |  |
|  |                               |                               | Huracanes Izcalli           | Huracanes Izcalli           | 0                        |                          |                  |                  |  |                             |                             |                  |                  |  |                        |                        |             |             |  |            |            |       |       |  |
|  | Estudiantes del Oro           | Estudiantes del Oro           | Huracanes Izcalli           | Huracanes Izcalli           | 0                        | 1 (9)                    |                  |                  |  |                             |                             |                  |                  |  |                        |                        |             |             |  |            |            |       |       |  |
|  | Estudiantes del Oro           | Estudiantes del Oro           |                             |                             |                          |                          |                  |                  |  |                             |                             |                  |                  |  |                        |                        |             |             |  |            |            |       |       |  |
|  | Huracanes Izcalli (p.)        | Huracanes Izcalli (p.)        | 1 (10)                      |                             |                          |                          |                  |                  |  |                             |                             |                  |                  |  |                        |                        |             |             |  |            |            |       |       |  |
|  | Huracanes Izcalli (p.)        | Huracanes Izcalli (p.)        | 1 (10)                      |                             |                          |                          |                  |                  |  | C.D. Muxes                  | C.D. Muxes                  | 2                |                  |  |                        |                        |             |             |  |            |            |       |       |  |
|  |                               |                               |                             |                             |                          |                          |                  |                  |  | C.D. Muxes                  | C.D. Muxes                  | 2                |                  |  |                        |                        |             |             |  |            |            |       |       |  |
|  |                               |                               | Aragón F.C.                 | Aragón F.C.                 | 1                        |                          |                  |                  |  |                             |                             |                  |                  |  |                        |                        |             |             |  |            |            |       |       |  |
|  | Aragón F.C.                   | Aragón F.C.                   | Aragón F.C.                 | Aragón F.C.                 | 1                        | 5                        |                  |                  |  |                             |                             |                  |                  |  |                        |                        |             |             |  |            |            |       |       |  |
|  | Aragón F.C.                   | Aragón F.C.                   |                             |                             |                          |                          |                  |                  |  |                             |                             |                  |                  |  |                        |                        |             |             |  |            |            |       |       |  |
|  | Ciervos F.C.                  | Ciervos F.C.                  | 0                           |                             |                          |                          |                  |                  |  |                             |                             |                  |                  |  |                        |                        |             |             |  |            |            |       |       |  |
|  | Ciervos F.C.                  | Ciervos F.C.                  | 0                           | Aragón F.C.                 |                          |                          |                  |                  |  |                             |                             |                  |                  |  |                        |                        |             |             |  |            |            |       |       |  |
|  |                               |                               |                             |                             |                          |                          |                  |                  |  |                             |                             |                  |                  |  |                        |                        |             |             |  |            |            |       |       |  |
|  |                               |                               | Lobos Huerta                |                             |                          |                          |                  |                  |  |                             |                             |                  |                  |  |                        |                        |             |             |  |            |            |       |       |  |
|  | Unión F.C.                    | Unión F.C.                    | 1 (2)                       |                             |                          |                          |                  |                  |  |                             |                             |                  |                  |  |                        |                        |             |             |  |            |            |       |       |  |
|  | Unión F.C.                    | Unión F.C.                    | 1 (2)                       |                             |                          |                          |                  |                  |  |                             |                             |                  |                  |  |                        |                        |             |             |  |            |            |       |       |  |
|  | Lobos Huerta (p.)             | Lobos Huerta (p.)             | 1 (4)                       |                             |                          |                          |                  |                  |  |                             |                             |                  |                  |  |                        |                        |             |             |  |            |            |       |       |  |
|  | Lobos Huerta (p.)             | Lobos Huerta (p.)             | 1 (4)                       |                             |                          |                          |                  |                  |  |                             |                             |                  |                  |  | C.D. Muxes             | C.D. Muxes             | 2           |             |  |            |            |       |       |  |
|  |                               |                               |                             |                             |                          |                          |                  |                  |  |                             |                             |                  |                  |  | C.D. Muxes             | C.D. Muxes             | 2           |             |  |            |            |       |       |  |
|  |                               |                               | Deportiva Venados           | Deportiva Venados           | 0                        |                          |                  |                  |  |                             |                             |                  |                  |  |                        |                        |             |             |  |            |            |       |       |  |
|  | Deportiva Venados             | Deportiva Venados             | Deportiva Venados           | Deportiva Venados           | 0                        | 1                        |                  |                  |  |                             |                             |                  |                  |  |                        |                        |             |             |  |            |            |       |       |  |
|  | Deportiva Venados             | Deportiva Venados             |                             |                             |                          |                          |                  |                  |  |                             |                             |                  |                  |  |                        |                        |             |             |  |            |            |       |       |  |
|  | Poza Rica                     | Poza Rica                     | 0                           |                             |                          |                          |                  |                  |  |                             |                             |                  |                  |  |                        |                        |             |             |  |            |            |       |       |  |
|  | Poza Rica                     | Poza Rica                     | 0                           |                             | Deportiva Venados (p.)   | Deportiva Venados (p.)   | 1 (3)            |                  |  |                             |                             |                  |                  |  |                        |                        |             |             |  |            |            |       |       |  |
|  |                               |                               |                             |                             | Deportiva Venados (p.)   | Deportiva Venados (p.)   | 1 (3)            |                  |  |                             |                             |                  |                  |  |                        |                        |             |             |  |            |            |       |       |  |
|  |                               |                               | Montañeses                  | Montañeses                  | 1 (1)                    |                          |                  |                  |  |                             |                             |                  |                  |  |                        |                        |             |             |  |            |            |       |       |  |
|  | Sporting Canamy               | Sporting Canamy               | Montañeses                  | Montañeses                  | 1 (1)                    | 0                        |                  |                  |  |                             |                             |                  |                  |  |                        |                        |             |             |  |            |            |       |       |  |
|  | Sporting Canamy               | Sporting Canamy               |                             |                             |                          |                          |                  |                  |  |                             |                             |                  |                  |  |                        |                        |             |             |  |            |            |       |       |  |
|  | Montañeses                    | Montañeses                    | 1                           |                             |                          |                          |                  |                  |  |                             |                             |                  |                  |  |                        |                        |             |             |  |            |            |       |       |  |
|  | Montañeses                    | Montañeses                    | 1                           |                             |                          |                          |                  |                  |  | Deportiva Venados           | Deportiva Venados           | 3                |                  |  |                        |                        |             |             |  |            |            |       |       |  |
|  |                               |                               |                             |                             |                          |                          |                  |                  |  | Deportiva Venados           | Deportiva Venados           | 3                |                  |  |                        |                        |             |             |  |            |            |       |       |  |
|  |                               |                               | F.C. Juárez "B"             | F.C. Juárez "B"             | 0                        |                          |                  |                  |  |                             |                             |                  |                  |  |                        |                        |             |             |  |            |            |       |       |  |
|  | F.C. Juárez "B" (p.)          | F.C. Juárez "B" (p.)          | F.C. Juárez "B"             | F.C. Juárez "B"             | 0                        | 1 (5)                    |                  |                  |  |                             |                             |                  |                  |  |                        |                        |             |             |  |            |            |       |       |  |
|  | F.C. Juárez "B" (p.)          | F.C. Juárez "B" (p.)          |                             |                             |                          |                          |                  |                  |  |                             |                             |                  |                  |  |                        |                        |             |             |  |            |            |       |       |  |
|  | Guerreros DD                  | Guerreros DD                  | 1 (4)                       |                             |                          |                          |                  |                  |  |                             |                             |                  |                  |  |                        |                        |             |             |  |            |            |       |       |  |
|  | Guerreros DD                  | Guerreros DD                  | 1 (4)                       |                             | F.C. Juárez "B"          | F.C. Juárez "B"          | 1                |                  |  |                             |                             |                  |                  |  |                        |                        |             |             |  |            |            |       |       |  |
|  |                               |                               |                             |                             | F.C. Juárez "B"          | F.C. Juárez "B"          | 1                |                  |  |                             |                             |                  |                  |  |                        |                        |             |             |  |            |            |       |       |  |
|  |                               |                               | Bombarderos de Tecámac      | Bombarderos de Tecámac      | 0                        |                          |                  |                  |  |                             |                             |                  |                  |  |                        |                        |             |             |  |            |            |       |       |  |
|  | Bombarderos de Tecámac        | Bombarderos de Tecámac        | Bombarderos de Tecámac      | Bombarderos de Tecámac      | 0                        | 1                        |                  |                  |  |                             |                             |                  |                  |  |                        |                        |             |             |  |            |            |       |       |  |
|  | Bombarderos de Tecámac        | Bombarderos de Tecámac        |                             |                             |                          |                          |                  |                  |  |                             |                             |                  |                  |  |                        |                        |             |             |  |            |            |       |       |  |
|  | Alebrijes "C"                 | Alebrijes "C"                 | 0                           |                             |                          |                          |                  |                  |  |                             |                             |                  |                  |  |                        |                        |             |             |  |            |            |       |       |  |
|  | Alebrijes "C"                 | Alebrijes "C"                 | 0                           |                             |                          |                          |                  |                  |  |                             |                             |                  |                  |  |                        |                        |             |             |  | C.D. Muxes | C.D. Muxes | 1 (5) |       |  |
|  |                               |                               |                             |                             |                          |                          |                  |                  |  |                             |                             |                  |                  |  |                        |                        |             |             |  | C.D. Muxes | C.D. Muxes | 1 (5) |       |  |
|  |                               |                               | Aguacateros de Peribán (p.) | Aguacateros de Peribán (p.) | 1 (6)                    |                          |                  |                  |  |                             |                             |                  |                  |  |                        |                        |             |             |  |            |            |       |       |  |
|  | Estudiantes de Querétaro (p.) | Estudiantes de Querétaro (p.) | Aguacateros de Peribán (p.) | Aguacateros de Peribán (p.) | 1 (6)                    | 0 (4)                    |                  |                  |  |                             |                             |                  |                  |  |                        |                        |             |             |  |            |            |       |       |  |
|  | Estudiantes de Querétaro (p.) | Estudiantes de Querétaro (p.) |                             |                             |                          |                          |                  |                  |  |                             |                             |                  |                  |  |                        |                        |             |             |  |            |            |       |       |  |
|  | Titanes de Querétaro          | Titanes de Querétaro          | 0 (2)                       |                             |                          |                          |                  |                  |  |                             |                             |                  |                  |  |                        |                        |             |             |  |            |            |       |       |  |
|  | Titanes de Querétaro          | Titanes de Querétaro          | 0 (2)                       |                             | Estudiantes de Querétaro | Estudiantes de Querétaro | 0                |                  |  |                             |                             |                  |                  |  |                        |                        |             |             |  |            |            |       |       |  |
|  |                               |                               |                             |                             | Estudiantes de Querétaro | Estudiantes de Querétaro | 0                |                  |  |                             |                             |                  |                  |  |                        |                        |             |             |  |            |            |       |       |  |
|  |                               |                               | Aguacateros de Peribán      | Aguacateros de Peribán      | 4                        |                          |                  |                  |  |                             |                             |                  |                  |  |                        |                        |             |             |  |            |            |       |       |  |
|  | Aguacateros de Peribán (p.)   | Aguacateros de Peribán (p.)   | Aguacateros de Peribán      | Aguacateros de Peribán      | 4                        | 1 (5)                    |                  |                  |  |                             |                             |                  |                  |  |                        |                        |             |             |  |            |            |       |       |  |
|  | Aguacateros de Peribán (p.)   | Aguacateros de Peribán (p.)   |                             |                             |                          |                          |                  |                  |  |                             |                             |                  |                  |  |                        |                        |             |             |  |            |            |       |       |  |
|  | Gorilas de Juanacatlán        | Gorilas de Juanacatlán        | 1 (4)                       |                             |                          |                          |                  |                  |  |                             |                             |                  |                  |  |                        |                        |             |             |  |            |            |       |       |  |
|  | Gorilas de Juanacatlán        | Gorilas de Juanacatlán        | 1 (4)                       |                             |                          |                          |                  |                  |  | Aguacateros de Peribán (p.) | Aguacateros de Peribán (p.) | 2 (4)            |                  |  |                        |                        |             |             |  |            |            |       |       |  |
|  |                               |                               |                             |                             |                          |                          |                  |                  |  | Aguacateros de Peribán (p.) | Aguacateros de Peribán (p.) | 2 (4)            |                  |  |                        |                        |             |             |  |            |            |       |       |  |
|  |                               |                               | Tecos                       | Tecos                       | 2 (3)                    |                          |                  |                  |  |                             |                             |                  |                  |  |                        |                        |             |             |  |            |            |       |       |  |
|  | Zap                           | Zap                           | Tecos                       | Tecos                       | 2 (3)                    | 3                        |                  |                  |  |                             |                             |                  |                  |  |                        |                        |             |             |  |            |            |       |       |  |
|  | Zap                           | Zap                           |                             |                             |                          |                          |                  |                  |  |                             |                             |                  |                  |  |                        |                        |             |             |  |            |            |       |       |  |
|  | Colima F.C.                   | Colima F.C.                   | 1                           |                             |                          |                          |                  |                  |  |                             |                             |                  |                  |  |                        |                        |             |             |  |            |            |       |       |  |
|  | Colima F.C.                   | Colima F.C.                   | 1                           |                             | Zap                      | Zap                      | 1                |                  |  |                             |                             |                  |                  |  |                        |                        |             |             |  |            |            |       |       |  |
|  |                               |                               |                             |                             | Zap                      | Zap                      | 1                |                  |  |                             |                             |                  |                  |  |                        |                        |             |             |  |            |            |       |       |  |
|  |                               |                               | Tecos                       | Tecos                       | 2                        |                          |                  |                  |  |                             |                             |                  |                  |  |                        |                        |             |             |  |            |            |       |       |  |
|  | Tecos                         | Tecos                         | Tecos                       | Tecos                       | 2                        | 3                        |                  |                  |  |                             |                             |                  |                  |  |                        |                        |             |             |  |            |            |       |       |  |
|  | Tecos                         | Tecos                         |                             |                             |                          |                          |                  |                  |  |                             |                             |                  |                  |  |                        |                        |             |             |  |            |            |       |       |  |
|  | Tritones Vallarta             | Tritones Vallarta             | 2                           |                             |                          |                          |                  |                  |  |                             |                             |                  |                  |  |                        |                        |             |             |  |            |            |       |       |  |
|  | Tritones Vallarta             | Tritones Vallarta             | 2                           |                             |                          |                          |                  |                  |  |                             |                             |                  |                  |  | Aguacateros de Peribán | Aguacateros de Peribán | 2           |             |  |            |            |       |       |  |
|  |                               |                               |                             |                             |                          |                          |                  |                  |  |                             |                             |                  |                  |  | Aguacateros de Peribán | Aguacateros de Peribán | 2           |             |  |            |            |       |       |  |
|  |                               |                               | Saltillo Soccer             | Saltillo Soccer             | 0                        |                          |                  |                  |  |                             |                             |                  |                  |  |                        |                        |             |             |  |            |            |       |       |  |
|  | Saltillo Soccer               | Saltillo Soccer               | Saltillo Soccer             | Saltillo Soccer             | 0                        | 5                        |                  |                  |  |                             |                             |                  |                  |  |                        |                        |             |             |  |            |            |       |       |  |
|  | Saltillo Soccer               | Saltillo Soccer               |                             |                             |                          |                          |                  |                  |  |                             |                             |                  |                  |  |                        |                        |             |             |  |            |            |       |       |  |
|  | UAZ "B"                       | UAZ "B"                       | 4                           |                             |                          |                          |                  |                  |  |                             |                             |                  |                  |  |                        |                        |             |             |  |            |            |       |       |  |
|  | UAZ "B"                       | UAZ "B"                       | 4                           |                             | Saltillo Soccer (p.)     | Saltillo Soccer (p.)     | 0 (4)            |                  |  |                             |                             |                  |                  |  |                        |                        |             |             |  |            |            |       |       |  |
|  |                               |                               |                             |                             | Saltillo Soccer (p.)     | Saltillo Soccer (p.)     | 0 (4)            |                  |  |                             |                             |                  |                  |  |                        |                        |             |             |  |            |            |       |       |  |
|  |                               |                               | Gavilanes                   | Gavilanes                   | 0 (2)                    |                          |                  |                  |  |                             |                             |                  |                  |  |                        |                        |             |             |  |            |            |       |       |  |
|  | Gavilanes (p.)                | Gavilanes (p.)                | Gavilanes                   | Gavilanes                   | 0 (2)                    | 1 (5)                    |                  |                  |  |                             |                             |                  |                  |  |                        |                        |             |             |  |            |            |       |       |  |
|  | Gavilanes (p.)                | Gavilanes (p.)                |                             |                             |                          |                          |                  |                  |  |                             |                             |                  |                  |  |                        |                        |             |             |  |            |            |       |       |  |
|  | Inter Querétaro               | Inter Querétaro               | 1 (4)                       |                             |                          |                          |                  |                  |  |                             |                             |                  |                  |  |                        |                        |             |             |  |            |            |       |       |  |
|  | Inter Querétaro               | Inter Querétaro               | 1 (4)                       |                             |                          |                          |                  |                  |  | Saltillo Soccer             | Saltillo Soccer             | 2                |                  |  |                        |                        |             |             |  |            |            |       |       |  |
|  |                               |                               |                             |                             |                          |                          |                  |                  |  | Saltillo Soccer             | Saltillo Soccer             | 2                |                  |  |                        |                        |             |             |  |            |            |       |       |  |
|  |                               |                               | Cimarrones "C"              | Cimarrones "C"              | 1                        |                          |                  |                  |  |                             |                             |                  |                  |  |                        |                        |             |             |  |            |            |       |       |  |
|  | London F.C.                   | London F.C.                   | Cimarrones "C"              | Cimarrones "C"              | 1                        | 0                        |                  |                  |  |                             |                             |                  |                  |  |                        |                        |             |             |  |            |            |       |       |  |
|  | London F.C.                   | London F.C.                   |                             |                             |                          |                          |                  |                  |  |                             |                             |                  |                  |  |                        |                        |             |             |  |            |            |       |       |  |
|  | Cimarrones "C"                | Cimarrones "C"                | 2                           |                             |                          |                          |                  |                  |  |                             |                             |                  |                  |  |                        |                        |             |             |  |            |            |       |       |  |
|  | Cimarrones "C"                | Cimarrones "C"                | 2                           |                             | Cimarrones "C"           | Cimarrones "C"           | 3                |                  |  |                             |                             |                  |                  |  |                        |                        |             |             |  |            |            |       |       |  |
|  |                               |                               |                             |                             | Cimarrones "C"           | Cimarrones "C"           | 3                |                  |  |                             |                             |                  |                  |  |                        |                        |             |             |  |            |            |       |       |  |
|  |                               |                               | Diablos Tesistán            | Diablos Tesistán            | 1                        |                          |                  |                  |  |                             |                             |                  |                  |  |                        |                        |             |             |  |            |            |       |       |  |
|  | Catedráticos Elite "B"        | Catedráticos Elite "B"        | Diablos Tesistán            | Diablos Tesistán            | 1                        | 3 (2)                    |                  |                  |  |                             |                             |                  |                  |  |                        |                        |             |             |  |            |            |       |       |  |
|  | Catedráticos Elite "B"        | Catedráticos Elite "B"        |                             |                             |                          |                          |                  |                  |  |                             |                             |                  |                  |  |                        |                        |             |             |  |            |            |       |       |  |
|  | Diablos Tesistán (p.)         | Diablos Tesistán (p.)         | 3 (4)                       |                             |                          |                          |                  |                  |  |                             |                             |                  |                  |  |                        |                        |             |             |  |            |            |       |       |  |
|  | Diablos Tesistán (p.)         | Diablos Tesistán (p.)         | 3 (4)                       |                             |                          |                          |                  |                  |  |                             |                             |                  |                  |  |                        |                        |             |             |  |            |            |       |       |  |
|  |                               |                               |                             |                             |                          |                          |                  |                  |  |                             |                             |                  |                  |  |                        |                        |             |             |  |            |            |       |       |  |

## Desarrollo

### Dieciseisavos de final
Los partidos se llevarán a cabo en la sede del equipo de la categoría inferior o en el estadio del club mejor clasificado si ambos equipos coinciden en la misma liga.
| 14 de diciembre de 2021, 12:00 (UTC -6) | C.D. Muxes                                           | 4:0 (3:0) | Guerreros de Xico | Estadio Municipal Claudio Suárez, Texcoco, Estado de México            |                                                                        |
|                                         | E. Cibrián 6' · E. Jiménez 24', 80' · A. Delgado 30' | Reporte   |                   | Asistencia: 250 espectadores Árbitro(s): Diego Gilberto Gurrea Mendoza | Asistencia: 250 espectadores Árbitro(s): Diego Gilberto Gurrea Mendoza |
| C.D. Muxes avanzó a octavos de final    |                                                      |           |                   |                                                                        |                                                                        |

| 15 de diciembre de 2021, 16:00 (UTC -6)          | Aguacateros de Peribán | 1:1 (1:1) (5:4 p.) | Gorilas de Juanacatlán | Estadio Municipal de Peribán, Peribán de Ramos, Michoacán                   |                                                                             |
|                                                  | J. Ayala 26'           | Reporte            | 42' E. Coronado        | Asistencia: 600 espectadores Árbitro(s): Rosario Guadalupe Cárdenas Morales | Asistencia: 600 espectadores Árbitro(s): Rosario Guadalupe Cárdenas Morales |
| Aguacateros de Peribán avanzó a octavos de final |                        |                    |                        |                                                                             |                                                                             |

| 15 de diciembre de 2021, 11:00 (UTC -6)          | Bombarderos de Tecámac | 1:0 (1:0) | Alebrijes "C" | Campo Galaxia del Llano, Tecámac, Estado de México                      |                                                                         |
|                                                  | L. Sánchez 29'         | Reporte   |               | Asistencia: 100 espectadores Árbitro(s): Edson Enrique Castañón Ramírez | Asistencia: 100 espectadores Árbitro(s): Edson Enrique Castañón Ramírez |
| Bombarderos de Tecámac avanzó a octavos de final |                        |           |               |                                                                         |                                                                         |

| 15 de diciembre de 2021, 15:50 (UTC -6)    | Catedráticos Elite "B"                          | 3:3 (2:1) (2:4 p.) | Diablos Tesistán                                 | Unidad Deportiva Etzatlán, Etzatlán, Jalisco                           |                                                                        |
|                                            | J. Valdivia 12' · B. Parra 32' · D. Soltero 65' | Reporte            | 10' A. Godínez · 62' M. Cigarroa · 70' B. Gamboa | Asistencia: 50 espectadores Árbitro(s): Héctor Emilio Contreras Sotelo | Asistencia: 50 espectadores Árbitro(s): Héctor Emilio Contreras Sotelo |
| Diablos Tesistán avanzó a octavos de final |                                                 |                    |                                                  |                                                                        |                                                                        |

| 15 de diciembre de 2021, 13:00 (UTC -6)     | Estudiantes del Oro | 1:1 (1:1) (9:10 p.) | Huracanes Izcalli | Estadio Jacinto Salinas "La Cabecilla", El Oro, Estado de México |                                                                 |
|                                             | T. Seay 16'         | Reporte             | 19' E. Monroy     | Asistencia: 100 espectadores Árbitro(s): Ignacio Góngora García  | Asistencia: 100 espectadores Árbitro(s): Ignacio Góngora García |
| Huracanes Izcalli avanzó a octavos de final |                     |                     |                   |                                                                  |                                                                 |

| 15 de diciembre de 2021, 11:00 (UTC -6) | Aragón F.C.                                    | 5:0 (0:0) | Ciervos F.C. | Deportivo Francisco Zarco, Ciudad de México                         |                                                                     |
|                                         | B. Camacho 46' · D. Márquez 73', 87', 88', 90' | Reporte   |              | Asistencia: 100 espectadores Árbitro(s): Víctor Hugo Espinosa López | Asistencia: 100 espectadores Árbitro(s): Víctor Hugo Espinosa López |
| Aragón F.C. avanzó a octavos de final   |                                                |           |              |                                                                     |                                                                     |

| 15 de diciembre de 2021, 15:30 (UTC -6) | Zap                                           | 3:1 (3:1) | Colima F.C.   | Estadio Miguel Hidalgo, Zapotlanejo, Jalisco                   |                                                                |
|                                         | J. Chapa 10' · J. Mares 28' · J. Quintero 38' | Reporte   | 30' P. Molina | Asistencia: 100 espectadores Árbitro(s): José Luis Alba Dorado | Asistencia: 100 espectadores Árbitro(s): José Luis Alba Dorado |
| Zap avanzó a octavos de final           |                                               |           |               |                                                                |                                                                |

| 15 de diciembre de 2021, 10:00 (UTC -6) | Unión F.C.    | 1:1 (1:0) (2:4 p.) | Lobos Huerta  | Deportivo Municipal Melchor Ocampo, Melchor Ocampo, Estado de México |                                                                    |
|                                         | D. Orquiz 43' | Reporte            | 87' A. Robles | Asistencia: 0 espectadores Árbitro(s): Jaime Orlando Montes Santos   | Asistencia: 0 espectadores Árbitro(s): Jaime Orlando Montes Santos |
| Lobos Huerta avanzó a octavos de final. |               |                    |               |                                                                      |                                                                    |

| 16 de diciembre de 2021, 15:00 (UTC -6)     | Deportiva Venados | 1:0 (0:0) | Poza Rica | Estadio Alonso Diego Molina, Tamanché, Yucatán                         |                                                                        |
|                                             | P. Ramírez 49'    | Reporte   |           | Asistencia: 200 espectadores Árbitro(s): Edwin Eduardo Morfín Verduzco | Asistencia: 200 espectadores Árbitro(s): Edwin Eduardo Morfín Verduzco |
| Deportiva Venados avanzó a octavos de final |                   |           |           |                                                                        |                                                                        |

| 16 de diciembre de 2021, 19:00 (UTC -6)            | Estudiantes de Querétaro | 0:0 (4:2 p.) | Titanes de Querétaro | Complejo Deportivo INDEREQ Casa de la Juventud, Querétaro, Querétaro       |                                                                            |
|                                                    |                          | Reporte      |                      | Asistencia: 100 espectadores Árbitro(s): José Maximiliano Negrete Preciado | Asistencia: 100 espectadores Árbitro(s): José Maximiliano Negrete Preciado |
| Estudiantes de Querétaro avanzó a octavos de final |                          |              |                      |                                                                            |                                                                            |

| 16 de diciembre de 2021, 11:00 (UTC -6) | F.C. Juárez "B" | 1:1 (1:1) (5:4 p.) | Guerreros DD | Club Campestre Monte Sur, Ciudad de México                          |                                                                     |
|                                         | J. López 10'    | Reporte            | 5' L. Escoto | Asistencia: 150 espectadores Árbitro(s): Carlos Iván Trejo Saldívar | Asistencia: 150 espectadores Árbitro(s): Carlos Iván Trejo Saldívar |
| Juárez "B" avanzó a octavos de final    |                 |                    |              |                                                                     |                                                                     |

| 16 de diciembre de 2021, 16:00 (UTC -6) | Gavilanes     | 1:1 (0:1) (5:4 p.) | Inter Querétaro | Estadio El Hogar, Matamoros, Tamaulipas                              |                                                                      |
|                                         | L. Amador 90' | Reporte            | 7' D. Castañeda | Asistencia: 200 espectadores Árbitro(s): Kevin Kober Contreras Reyes | Asistencia: 200 espectadores Árbitro(s): Kevin Kober Contreras Reyes |
| Gavilanes avanzó a octavos de final     |               |                    |                 |                                                                      |                                                                      |

| 16 de diciembre de 2021, 12:00 (UTC -8)  | London F.C. | 0:2 (0:1) | Cimarrones "C"                    | Unidad Deportiva CREA, Tijuana, Baja California            |                                                            |
|                                          |             | Reporte   | 3' C. Rodríguez · 87' S. González | Asistencia: 50 espectadores Árbitro(s): Rodrigo Ramos Romo | Asistencia: 50 espectadores Árbitro(s): Rodrigo Ramos Romo |
| Cimarrones "C" avanzó a octavos de final |             |           |                                   |                                                            |                                                            |

| 16 de diciembre de 2021, 18:00 (UTC -6)   | Saltillo Soccer                                                                | 5:4 (1:1) | UAZ "B"                                              | Estadio Olímpico Francisco I. Madero, Saltillo, Coahuila        |                                                                 |
|                                           | J. Cerda 8' · R. Orellana 46' · A. Crespo 71' · M. Ramos 79' · A. Saavedra 85' | Reporte   | 17' L. Maldonado · 47', 82' J. Torres · 73' C. López | Asistencia: 500 espectadores Árbitro(s): Juan Daniel Peña Garza | Asistencia: 500 espectadores Árbitro(s): Juan Daniel Peña Garza |
| Saltillo Soccer avanzó a octavos de final |                                                                                |           |                                                      |                                                                 |                                                                 |

| 16 de diciembre de 2021, 16:00 (UTC -6) | Sporting Canamy | 0:1 (0:0) | Montañeses   | Estadio Centro Vacacional IMSS, Oaxtepec, Morelos                    |                                                                      |
|                                         |                 | Reporte   | 65' J. López | Asistencia: 50 espectadores Árbitro(s): Miguel Ángel Morales Sánchez | Asistencia: 50 espectadores Árbitro(s): Miguel Ángel Morales Sánchez |
| Montañeses avanzó a octavos de final    |                 |           |              |                                                                      |                                                                      |

| 16 de diciembre de 2021, 19:00 (UTC -6) | Tecos                                      | 3:2 (2:2) | Tritones Vallarta              | Estadio Tres de Marzo, Zapopan, Jalisco                        |                                                                |
|                                         | J. Loreto 2' · A. Jacobo 3' · C. Ortíz 48' | Reporte   | 1' L. López · 16' F. Escalante | Asistencia: 100 espectadores Árbitro(s): Jorge López Hernández | Asistencia: 100 espectadores Árbitro(s): Jorge López Hernández |
| Tecos avanzó a octavos de final         |                                            |           |                                |                                                                |                                                                |

### Octavos de final
| No jugado                                                                                           | Aragón F.C. | X-X | Lobos Huerta | Deportivo Francisco Zarco, Ciudad de México |  |
| Aragón avanzó a cuartos de final debido a incumplimiento del reglamento por parte del equipo rival. |             |     |              |                                             |  |

| 2 de febrero de 2022, 11:00 (UTC -6) | F.C. Juárez "B"   | 1:0 (1:0) | Bombarderos de Tecámac | Estadio Momoxco, Milpa Alta, Ciudad de México                          |                                                                        |
|                                      | D. de la Mora 40' | Reporte   |                        | Asistencia: 100 espectadores Árbitro(s): Marco Antonio Návez Hernández | Asistencia: 100 espectadores Árbitro(s): Marco Antonio Návez Hernández |
| Juárez avanzó a cuartos de final     |                   |           |                        |                                                                        |                                                                        |

| 25 de enero de 2022, 19:00 (UTC -6)              | Estudiantes de Querétaro | 0:4 (0:2) | Aguacateros de Peribán                              | Complejo Deportivo INDEREQ Casa de la Juventud, Querétaro, Querétaro  |                                                                       |
|                                                  |                          | Reporte   | 12', 80' J. Ayala · 16' A. Martínez · 54' J. Pizano | Asistencia: 30 espectadores Árbitro(s): Diego Gilberto Gurrea Mendoza | Asistencia: 30 espectadores Árbitro(s): Diego Gilberto Gurrea Mendoza |
| Aguacateros de Peribán avanzó a cuartos de final |                          |           |                                                     |                                                                       |                                                                       |

| 26 de enero de 2022, 16:00 (UTC -6) | C.D. Muxes                        | 2:0 (0:0) | Huracanes Izcalli | Estadio Municipal Claudio Suárez, Texcoco, Estado de México  |                                                              |
|                                     | D. Marmolejo 48' · E. Cibrián 87' | Reporte   |                   | Asistencia: 300 espectadores Árbitro(s): Ximena Márquez Ruiz | Asistencia: 300 espectadores Árbitro(s): Ximena Márquez Ruiz |
| Muxes avanzó a cuartos de final     |                                   |           |                   |                                                              |                                                              |

| 27 de enero de 2022, 15:00 (UTC -6)          | Deportiva Venados | 1:1 (1:0) (3:1 p.) | Montañeses     | Estadio Alonso Diego Molina, Tamanché, Yucatán                        |                                                                       |
|                                              | J. Briseño 4'     | Reporte            | 90' B. Benítez | Asistencia: 250 espectadores Árbitro(s): Luis Enrique Zarco Cervantes | Asistencia: 250 espectadores Árbitro(s): Luis Enrique Zarco Cervantes |
| Deportiva Venados avanzó a cuartos de final. |                   |                    |                |                                                                       |                                                                       |

| 25 de enero de 2022, 15:30 (UTC -6) | Zap            | 1:2 (0:0) | Tecos                              | Estadio Miguel Hidalgo, Zapotlanejo, Jalisco                          |                                                                       |
|                                     | A. Benítez 88' | Reporte   | 61' J. Casillas · 79' G. Rodríguez | Asistencia: 0 espectadores Árbitro(s): Mauricio Eleazar López Sánchez | Asistencia: 0 espectadores Árbitro(s): Mauricio Eleazar López Sánchez |
| Tecos avanzó a cuartos de final     |                |           |                                    |                                                                       |                                                                       |

| 2 de febrero de 2022, 18:00 (UTC -6)      | Saltillo Soccer | 0:0 (4:2 p.) | Gavilanes | Estadio Olímpico Francisco I. Madero, Saltillo, Coahuila                |                                                                         |
|                                           |                 | Reporte      |           | Asistencia: 200 espectadores Árbitro(s): Ricardo Joseph Zárate Balderas | Asistencia: 200 espectadores Árbitro(s): Ricardo Joseph Zárate Balderas |
| Saltillo Soccer avanzó a cuartos de final |                 |              |           |                                                                         |                                                                         |

| 27 de enero de 2022, 15:00 (UTC -7)      | Cimarrones "C"                        | 3:1 (1:0) | Diablos Tesistán | Estadio Héroe de Nacozari, Hermosillo, Sonora                         |                                                                       |
|                                          | R. Sánchez 19', 46' · J. Meléndez 69' | Reporte   | 88' D. Sanabria  | Asistencia: 0 espectadores Árbitro(s): Rogelio Ernesto Aguilar Zamora | Asistencia: 0 espectadores Árbitro(s): Rogelio Ernesto Aguilar Zamora |
| Cimarrones "C" avanzó a cuartos de final |                                       |           |                  |                                                                       |                                                                       |

### Cuartos de final
| 8 de febrero de 2022, 12:00 (UTC -6) | C.D. Muxes                       | 2:1 (0:0) | Aragón F.C.      | Estadio Municipal Claudio Suárez, Texcoco, Estado de México           |                                                                       |
|                                      | J. Martínez 46' · E. Jiménez 49' | Reporte   | 78' A. Rodríguez | Asistencia: 100 espectadores Árbitro(s): Miguel Ángel Morales Sánchez | Asistencia: 100 espectadores Árbitro(s): Miguel Ángel Morales Sánchez |
| Muxes avanzó a Semifinales           |                                  |           |                  |                                                                       |                                                                       |

| 10 de febrero de 2022, 15:00 (UTC -6)  | Deportiva Venados                             | 3:0 (1:0) | F.C. Juárez "B" | Estadio Alonso Diego Molina, Tamanché, Yucatán                         |                                                                        |
|                                        | A. Maya 11' · P. Ramírez 55' · O. Valerio 80' | Reporte   |                 | Asistencia: 300 espectadores Árbitro(s): Diego Gilberto Gurrea Mendoza | Asistencia: 300 espectadores Árbitro(s): Diego Gilberto Gurrea Mendoza |
| Deportiva Venados avanzó a Semifinales |                                               |           |                 |                                                                        |                                                                        |

| 8 de febrero de 2022, 16:00 (UTC -6)        | Aguacateros de Peribán      | 2:2 (0:1) (4:3 p.) | Tecos                            | Estadio Municipal de Peribán, Peribán, Michoacán                     |                                                                      |
|                                             | A. Cota 62' · N. Galván 90' | Reporte            | 39' L. Sánchez · 51' J. Casillas | Asistencia: 800 espectadores Árbitro(s): Luis Ángel Cabrera Carbajal | Asistencia: 800 espectadores Árbitro(s): Luis Ángel Cabrera Carbajal |
| Aguacateros de Peribán avanzó a Semifinales |                             |                    |                                  |                                                                      |                                                                      |

| 8 de febrero de 2022, 15:30 (UTC -6) | Saltillo Soccer                 | 2:1 (0:0) | Cimarrones "C"  | Estadio Olímpico Francisco I. Madero, Saltillo, Coahuila             |                                                                      |
|                                      | I. Alanís 61' · R. Orellana 88' | Reporte   | 65' D. Enríquez | Asistencia: 200 espectadores Árbitro(s): Kevin Kober Contreras Reyes | Asistencia: 200 espectadores Árbitro(s): Kevin Kober Contreras Reyes |
| Saltillo Soccer avanzó a Semifinales |                                 |           |                 |                                                                      |                                                                      |

### Semifinales
| 23 de febrero de 2022, 15:00 (UTC -6) | C.D. Muxes                        | 2:0 (1:0) | Deportiva Venados | Estadio Municipal Claudio Suárez, Texcoco, Estado de México                |                                                                            |
|                                       | J. Marcelino 34' · E. Cibrián 69' | Reporte   |                   | Asistencia: 200 espectadores Árbitro(s): Enrique Augusto Ramírez Gutiérrez | Asistencia: 200 espectadores Árbitro(s): Enrique Augusto Ramírez Gutiérrez |
| C.D. Muxes avanzó a la Final          |                                   |           |                   |                                                                            |                                                                            |

| 22 de febrero de 2022, 15:30 (UTC -6)    | Saltillo Soccer | 0:2 (0:1) | Aguacateros de Peribán       | Estadio Olímpico Francisco I. Madero, Saltillo, Coahuila                |                                                                         |
|                                          |                 | Reporte   | 11' J. Pizano · 87' J. López | Asistencia: 2 000 espectadores Árbitro(s): Julián Alejandro Duarte Peña | Asistencia: 2 000 espectadores Árbitro(s): Julián Alejandro Duarte Peña |
| Aguacateros de Peribán avanzó a la Final |                 |           |                              |                                                                         |                                                                         |

### Final
| 10 de marzo de 2022, 15:00 (UTC -6)                       | C.D. Muxes     | 1:1 (0:1) (6:5 p.) | Aguacateros de Peribán | Estadio Municipal Claudio Suárez, Texcoco, Estado de México            |                                                                        |
|                                                           | P. Vizcaya 71' | Reporte            | 15' J. Ayala           | Asistencia: 600 espectadores Árbitro(s): Jesús Enrique Herrera Armenta | Asistencia: 600 espectadores Árbitro(s): Jesús Enrique Herrera Armenta |
| Aguacateros de Peribán campeón de la Copa Conecta 2021-22 |                |                    |                        |                                                                        |                                                                        |

| 1     | POR   | Isaac Olguín      | 90' |
| 3     | DEF   | Mario Mares       |     |
| 4     | DEF   | Kevin Benítez     |     |
| 12    | DEF   | Donovan Rodríguez | 45' |
| 22    | DEF   | Diego Marmolejo   |     |
| 7     | MED   | Édgar Jiménez     |     |
| 11    | MED   | Marconi Picazo    | 45' |
| 18    | MED   | Héctor Suárez     | 45' |
| 8     | DEL   | Edson Cibrián     |     |
| 9     | DEL   | Josué Marcelino   |     |
| 10    | DEL   | Alan Delgado      |     |
| D. T. | D. T. | Jonathan Escobar  |     |

| 40    | POR   | Jorge Morales    |     |
| 3     | DEF   | Carlos Villa     | 65' |
| 4     | DEF   | Jordy Pizano     |     |
| 18    | DEF   | Antonio Martínez |     |
| 5     | MED   | Joseph Domínguez |     |
| 8     | MED   | Alejandro Zamora |     |
| 10    | MED   | Alan Cota        |     |
| 12    | MED   | Mario Barajas    | 59' |
| 35    | MED   | Johan López      |     |
| 9     | DEL   | Bryan Padilla    | 59' |
| 11    | DEL   | Jesús Ayala      |     |
| D. T. | D. T. | Olimpo Campos    |     |

| 13 | Centrocampista | Pablo Vizcaya      | 45' |
| 16 | Centrocampista | Héctor Ávalos      | 45' |
| 28 | Centrocampista | Jonathan Martínez  | 45' |
| 31 | Guardameta     | Jhonatan Benavides | 90' |

| 14 | Delantero      | Álvaro Vidales | 59' |
| 21 | Centrocampista | Néstor Galván  | 59' |
| 6  | Centrocampista | Bryan Méndez   | 65' |

| 71' | Pablo Vizcaya | 1:1 |

| 15' | Jesús Ayala | 0:1 |

| 17' · 71' · 71' | Edson Cibrián Alan Delgado Diego Marmolejo |

| 23' · 74' | Johan López Jesús Ayala |

| Principal  | Jesús Enrique Herrera Armenta |
| Asistentes | Raúl Picazo Spinola           |
|            | Karla Angélica Flores Ortega  |
| Cuarto     | Miguel Ángel Morales Sánchez  |

| Alineación inicial |

| 1     | POR   | Isaac Olguín      | 90' |
| 3     | DEF   | Mario Mares       |     |
| 4     | DEF   | Kevin Benítez     |     |
| 12    | DEF   | Donovan Rodríguez | 45' |
| 22    | DEF   | Diego Marmolejo   |     |
| 7     | MED   | Édgar Jiménez     |     |
| 11    | MED   | Marconi Picazo    | 45' |
| 18    | MED   | Héctor Suárez     | 45' |
| 8     | DEL   | Edson Cibrián     |     |
| 9     | DEL   | Josué Marcelino   |     |
| 10    | DEL   | Alan Delgado      |     |
| D. T. | D. T. | Jonathan Escobar  |     |

| 40    | POR   | Jorge Morales    |     |
| 3     | DEF   | Carlos Villa     | 65' |
| 4     | DEF   | Jordy Pizano     |     |
| 18    | DEF   | Antonio Martínez |     |
| 5     | MED   | Joseph Domínguez |     |
| 8     | MED   | Alejandro Zamora |     |
| 10    | MED   | Alan Cota        |     |
| 12    | MED   | Mario Barajas    | 59' |
| 35    | MED   | Johan López      |     |
| 9     | DEL   | Bryan Padilla    | 59' |
| 11    | DEL   | Jesús Ayala      |     |
| D. T. | D. T. | Olimpo Campos    |     |

| 13 | Centrocampista | Pablo Vizcaya      | 45' |
| 16 | Centrocampista | Héctor Ávalos      | 45' |
| 28 | Centrocampista | Jonathan Martínez  | 45' |
| 31 | Guardameta     | Jhonatan Benavides | 90' |

| 14 | Delantero      | Álvaro Vidales | 59' |
| 21 | Centrocampista | Néstor Galván  | 59' |
| 6  | Centrocampista | Bryan Méndez   | 65' |

| 71' | Pablo Vizcaya | 1:1 |

| 15' | Jesús Ayala | 0:1 |

| 17' · 71' · 71' | Edson Cibrián Alan Delgado Diego Marmolejo |

| 23' · 74' | Johan López Jesús Ayala |

| Principal  | Jesús Enrique Herrera Armenta |
| Asistentes | Raúl Picazo Spinola           |
|            | Karla Angélica Flores Ortega  |
| Cuarto     | Miguel Ángel Morales Sánchez  |

| Alineación inicial |

| 1     | POR   | Isaac Olguín      | 90' |
| 3     | DEF   | Mario Mares       |     |
| 4     | DEF   | Kevin Benítez     |     |
| 12    | DEF   | Donovan Rodríguez | 45' |
| 22    | DEF   | Diego Marmolejo   |     |
| 7     | MED   | Édgar Jiménez     |     |
| 11    | MED   | Marconi Picazo    | 45' |
| 18    | MED   | Héctor Suárez     | 45' |
| 8     | DEL   | Edson Cibrián     |     |
| 9     | DEL   | Josué Marcelino   |     |
| 10    | DEL   | Alan Delgado      |     |
| D. T. | D. T. | Jonathan Escobar  |     |

| 40    | POR   | Jorge Morales    |     |
| 3     | DEF   | Carlos Villa     | 65' |
| 4     | DEF   | Jordy Pizano     |     |
| 18    | DEF   | Antonio Martínez |     |
| 5     | MED   | Joseph Domínguez |     |
| 8     | MED   | Alejandro Zamora |     |
| 10    | MED   | Alan Cota        |     |
| 12    | MED   | Mario Barajas    | 59' |
| 35    | MED   | Johan López      |     |
| 9     | DEL   | Bryan Padilla    | 59' |
| 11    | DEL   | Jesús Ayala      |     |
| D. T. | D. T. | Olimpo Campos    |     |

| 13 | Centrocampista | Pablo Vizcaya      | 45' |
| 16 | Centrocampista | Héctor Ávalos      | 45' |
| 28 | Centrocampista | Jonathan Martínez  | 45' |
| 31 | Guardameta     | Jhonatan Benavides | 90' |

| 14 | Delantero      | Álvaro Vidales | 59' |
| 21 | Centrocampista | Néstor Galván  | 59' |
| 6  | Centrocampista | Bryan Méndez   | 65' |

| 71' | Pablo Vizcaya | 1:1 |

| 15' | Jesús Ayala | 0:1 |

| 17' · 71' · 71' | Edson Cibrián Alan Delgado Diego Marmolejo |

| 23' · 74' | Johan López Jesús Ayala |

| Principal  | Jesús Enrique Herrera Armenta |
| Asistentes | Raúl Picazo Spinola           |
|            | Karla Angélica Flores Ortega  |
| Cuarto     | Miguel Ángel Morales Sánchez  |

| Alineación inicial |

| 1     | POR   | Isaac Olguín      | 90' |
| 3     | DEF   | Mario Mares       |     |
| 4     | DEF   | Kevin Benítez     |     |
| 12    | DEF   | Donovan Rodríguez | 45' |
| 22    | DEF   | Diego Marmolejo   |     |
| 7     | MED   | Édgar Jiménez     |     |
| 11    | MED   | Marconi Picazo    | 45' |
| 18    | MED   | Héctor Suárez     | 45' |
| 8     | DEL   | Edson Cibrián     |     |
| 9     | DEL   | Josué Marcelino   |     |
| 10    | DEL   | Alan Delgado      |     |
| D. T. | D. T. | Jonathan Escobar  |     |

| 40    | POR   | Jorge Morales    |     |
| 3     | DEF   | Carlos Villa     | 65' |
| 4     | DEF   | Jordy Pizano     |     |
| 18    | DEF   | Antonio Martínez |     |
| 5     | MED   | Joseph Domínguez |     |
| 8     | MED   | Alejandro Zamora |     |
| 10    | MED   | Alan Cota        |     |
| 12    | MED   | Mario Barajas    | 59' |
| 35    | MED   | Johan López      |     |
| 9     | DEL   | Bryan Padilla    | 59' |
| 11    | DEL   | Jesús Ayala      |     |
| D. T. | D. T. | Olimpo Campos    |     |

| 13 | Centrocampista | Pablo Vizcaya      | 45' |
| 16 | Centrocampista | Héctor Ávalos      | 45' |
| 28 | Centrocampista | Jonathan Martínez  | 45' |
| 31 | Guardameta     | Jhonatan Benavides | 90' |

| 14 | Delantero      | Álvaro Vidales | 59' |
| 21 | Centrocampista | Néstor Galván  | 59' |
| 6  | Centrocampista | Bryan Méndez   | 65' |

| 71' | Pablo Vizcaya | 1:1 |

| 15' | Jesús Ayala | 0:1 |

| 17' · 71' · 71' | Edson Cibrián Alan Delgado Diego Marmolejo |

| 23' · 74' | Johan López Jesús Ayala |

| Principal  | Jesús Enrique Herrera Armenta |
| Asistentes | Raúl Picazo Spinola           |
|            | Karla Angélica Flores Ortega  |
| Cuarto     | Miguel Ángel Morales Sánchez  |

| Alineación inicial |

| Campeón Copa Conecta 2021-2022 |
| ------------------------------ |
|                                |
| Aguacateros de Peribán         |
| 1° Título                      |